# Kostel svatého Bartoloměje (Mladošovice)
Kostel svatého Bartoloměje se nachází v samém středu obce Mladošovice (okres České Budějovice) poblíž obecního úřadu. Tento kostel pochází ze 14. století, byl postaven v gotickém slohu a později na něm byly provedeny renesanční a barokní přestavby. 

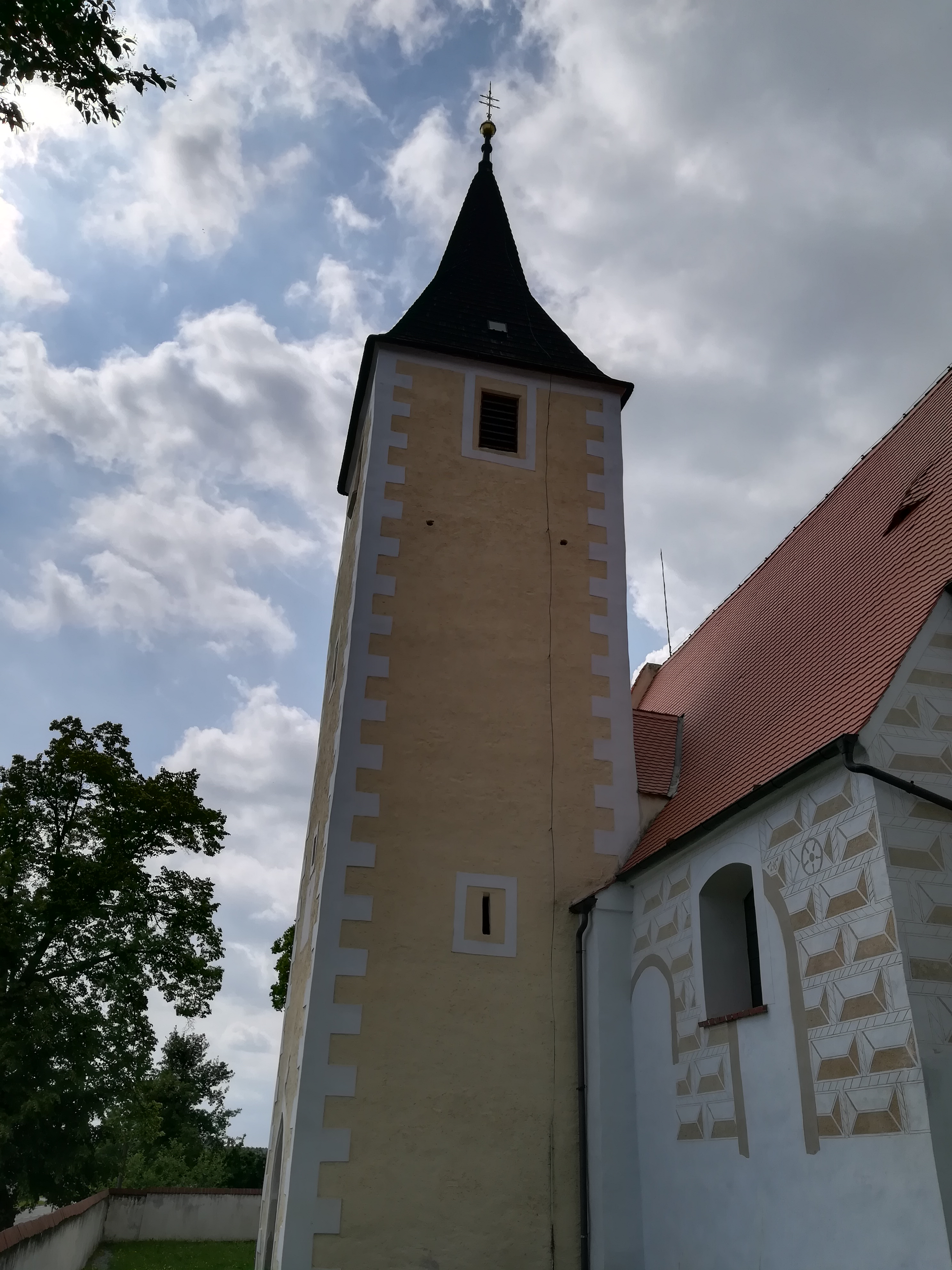
Pohled na kostelní věž z východu

## Historie
První písemná zmínka o kostele pochází z roku 1367, kdy zde augustiniánští mniši z Třeboně prováděli sčítání obyvatel, když byla obec Mladošovice věnována třeboňskému klášteru. Již v té době se jednalo o farní kostel.

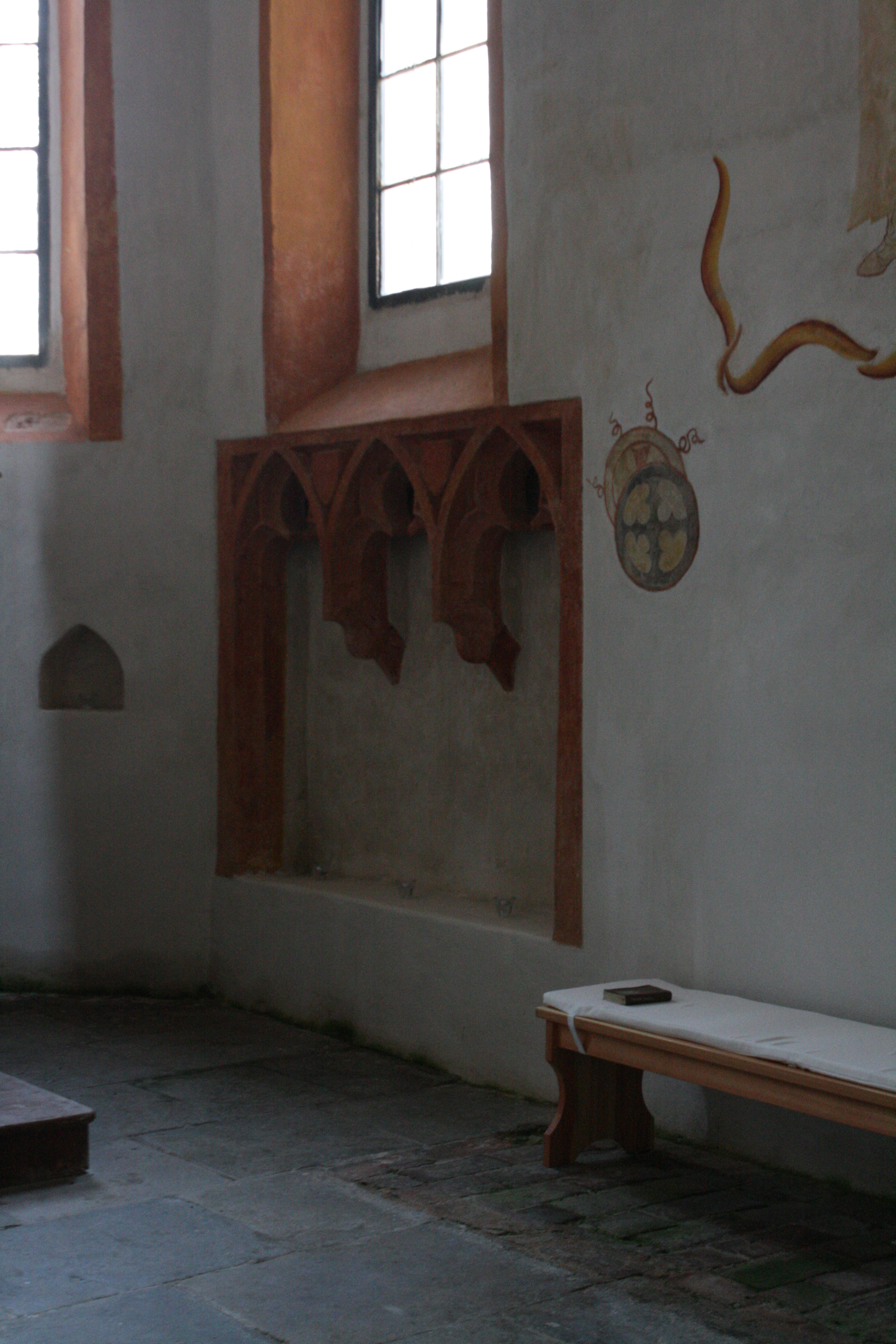
sedilia

V roce 1499 k němu byla přistavěna pozdně gotická věž, jako její autor se uvádí mistr Tomáš. V roce 1576 vznikla renesanční fasáda se sgrafity v podobě psaníček a vln. Rok předtím byly dokončeny práce na třeboňském zámku pro Viléma z Rožmberka, které probíhaly pod vedením Antonia Ericera, a stavitelé se později přesunuli do Mladošovic. Zde Rožmberky připomíná pětilistá růže vrytá do fasády spolu s letopočtem 1576. Svou renesanční fasádou je kostel unikátní, sgrafita se totiž běžně objevují na měšťanských domech a renesančních zámcích, jediným srovnatelným nálezem je kostel Nejsvětější Trojice v Hamru u Veselí nad Lužnicí.

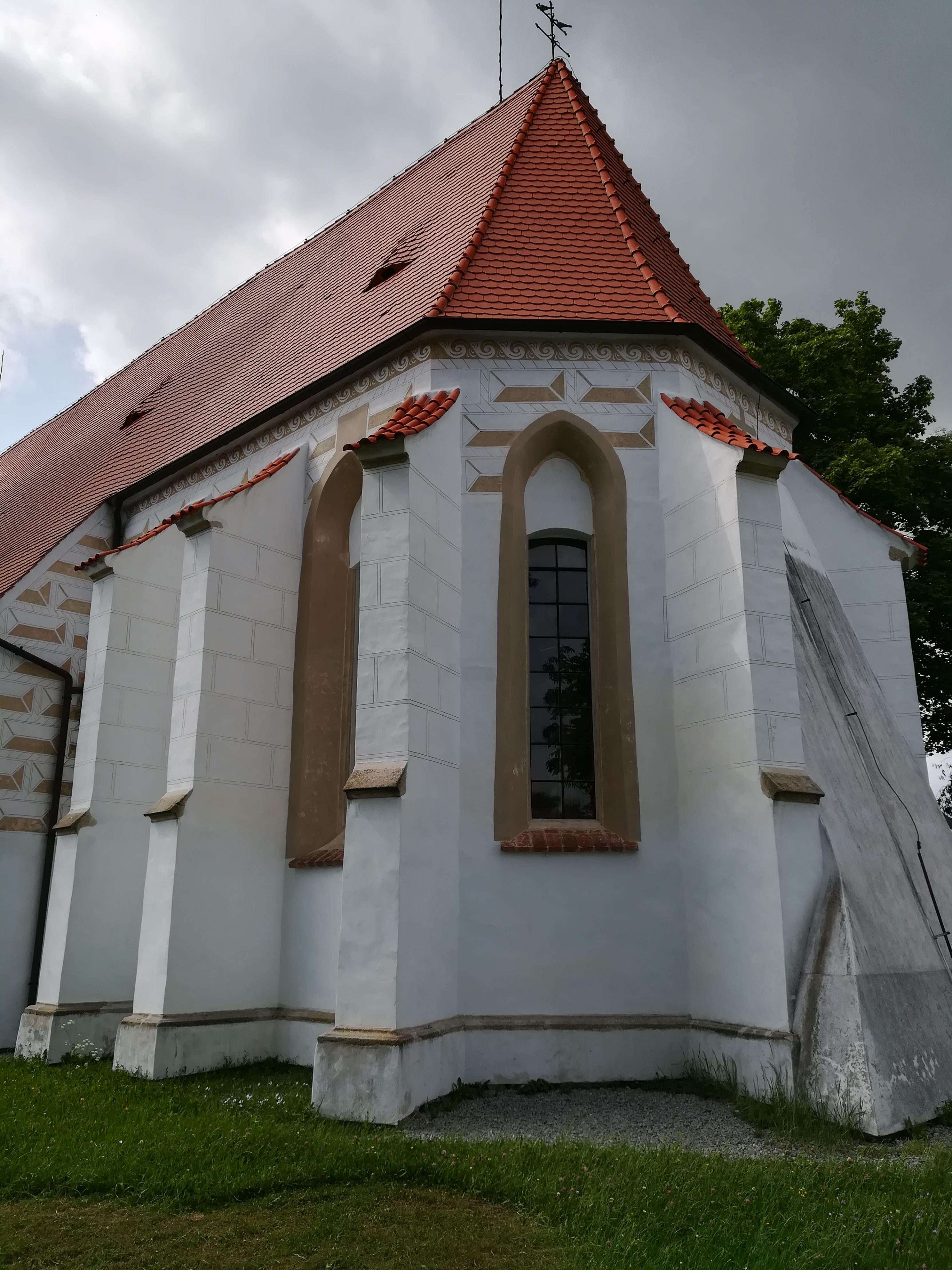
Pohled na presbytář z východní strany, jsou zde dobře vidět původně gotická okna, jež byla později vyzděna v obdélníky

Během 18. století byl kostel částečně přestavěn v barokním slohu, gotická okna byla buďto úplně zazděna nebo vyzděna ve čtyřhran. V roce 1767 byla dlátková střecha kostelní věže nahrazena střechou jehlancovou, na níž se kromě dalších tesařů podílel i „Wít Kold, tovaryš“, jehož jméno a letopočet byly vyryty do jednoho z trámů krovu.  Roku 1785 byl kostelík prodloužen v ose o průčelí s průjezdem a kůrem. Na přelomu 19. a 20. století byla na severní straně kostela zbudována velká segmentovaná okna, která připomínají hospodářské stavby té doby. Od roku 1958 je kostel památkově chráněný  a v roce 2010 prošel rozsáhlou rekonstrukcí, při které byla zrestaurována i jeho unikátní renesanční fasáda. 

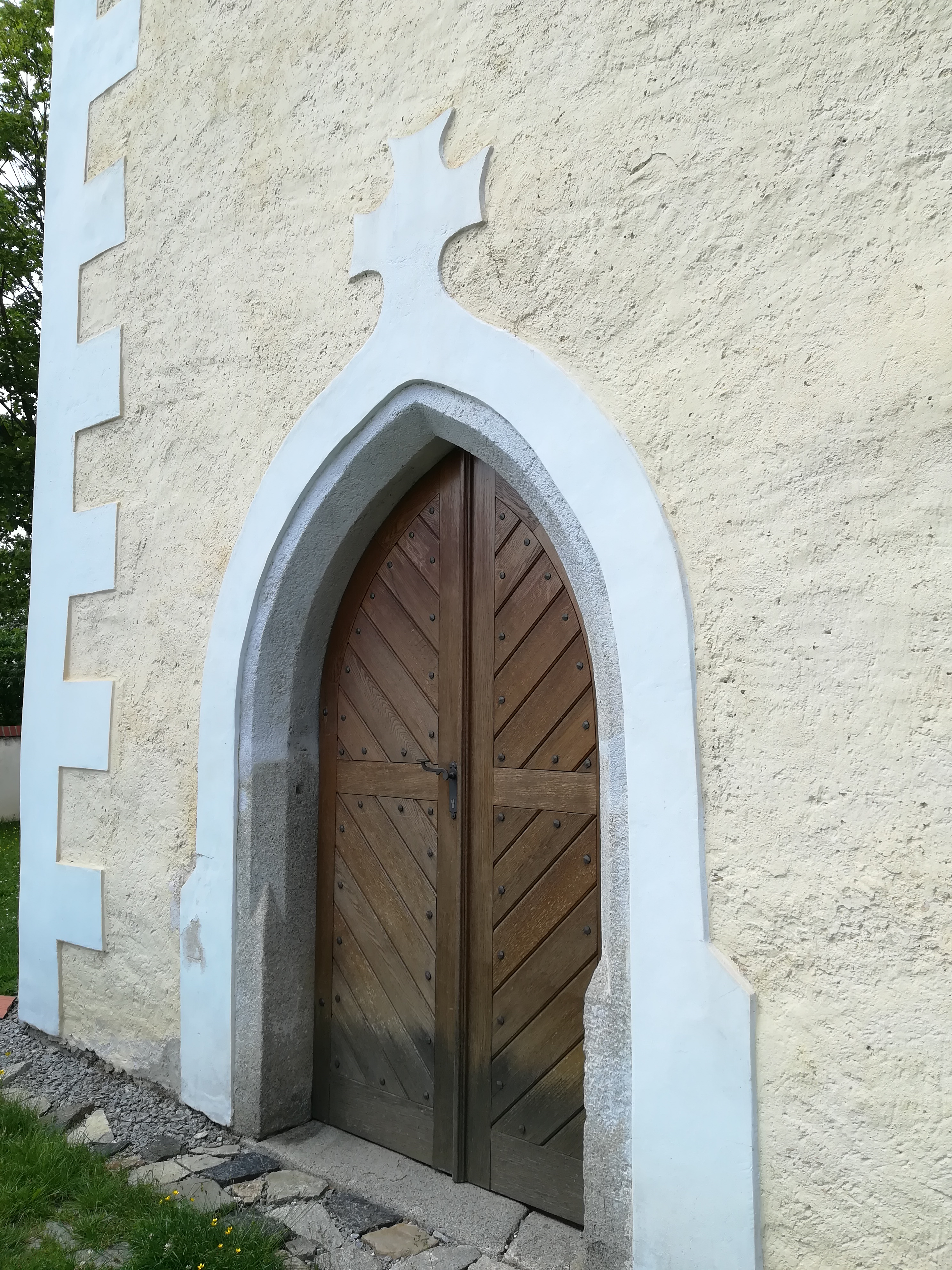
Gotický portál kostela

## Exteriér
Na exteriéru kostela je velmi dobře patrné, že byl kostelík původně postaven v gotickém slohu. Na východní straně, okolo presbytáře, se dochoval vnější opěrný systém. Odstupňované opěráky jsou kryty stříškami. Nachází se zde také čtyři okna vedoucí do presbytáře původně tvořená gotickým lomeným obloukem, později však byla částečně zazděna. Dnes mají tvar obdélníku. Původní ostění je zachováno, na fasádě je tedy stále patrný jejich původní tvar.

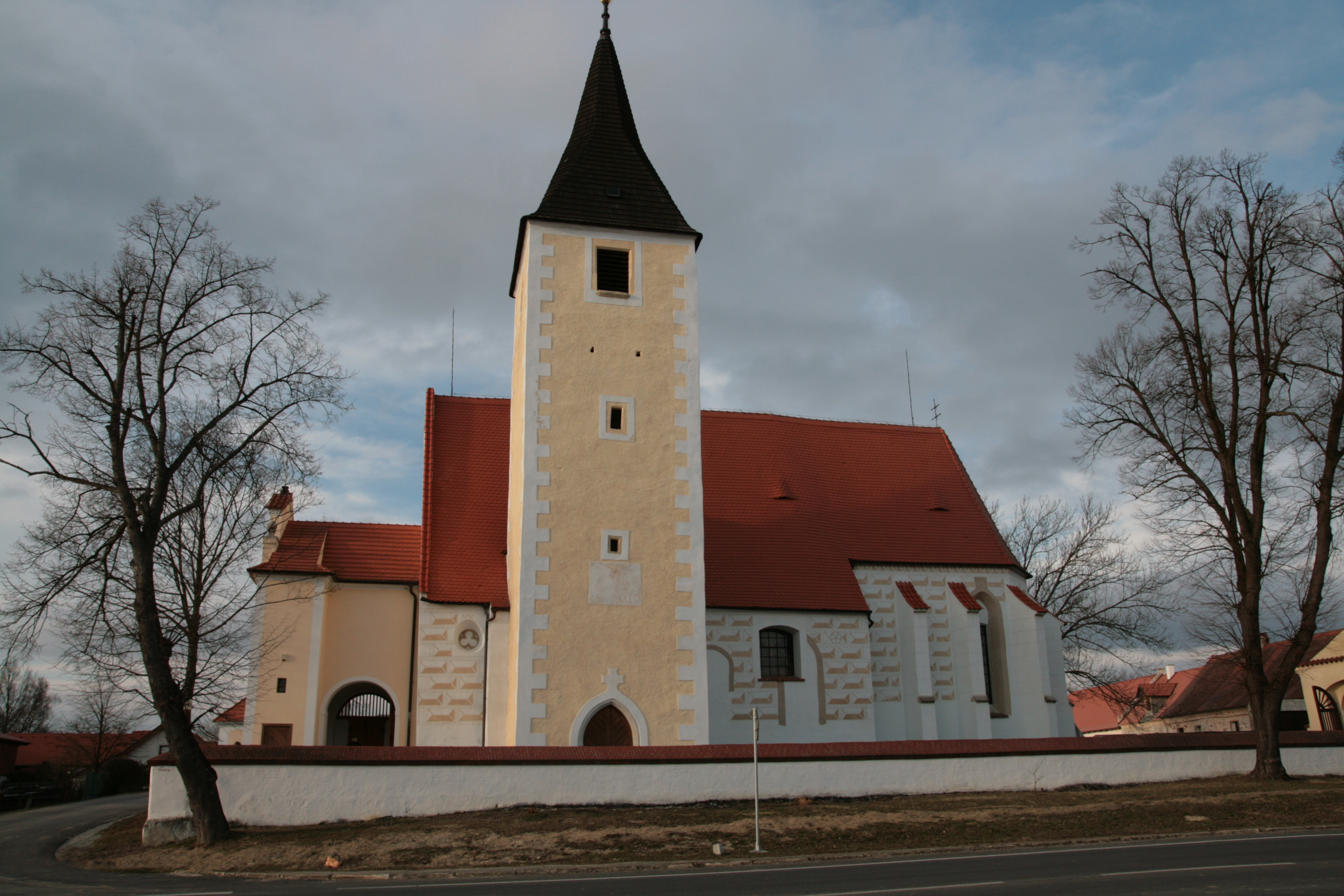
Pohled na kostel z jižní strany

Na fasádě lodi jsou naznačena původní okna, zakončena půlkruhovým či lomeným obloukem.  Okna byla zazděna a nahrazena jedním oknem na jižní straně kostela. Na té je také vyvedena rožmberská růže a nachází se zde také zazděné rozetové okno ve tvaru trojlaloku.  Na jižní straně se dále nachází věž s jehlancovou střechou, hranatými okny a portálem ve tvaru lomeného oblouku.
Portál kostela na západní straně je barokní
Na severní straně je ke kostelu přistavěna sakristie, jejíž východní okno má typickou lomenou kružbu, zvanou také jeptiška.

## Interiér
V interiéru kostelíka jsou velmi dobře patrné přestavby, které se zde odehrávaly. Jedná se o jednolodní kostel, jehož presbytář, věž a sakristie se dochovaly v gotickém slohu, zatímco loď byla kompletně přestavěna do slohu barokního.
Presbytář kostela, jenž je uzavřen pěti stranami osmiúhelníka, má dvě pole a je zaklenut křížovou klenbou a závěr je zaklenut paprsčitou klenbou podpíranou žebry hruškovcového tvaru, jež se opírají o konzoly ve tvaru lidských a zvířecích hlav. Na straně evangelia má jedna z nich v ústech dva trojlisty. Svorníky jsou hladké. Okno za oltářem bylo zazděno a zachovalo tak dvojdílnost presbytáře, jenž má nyní na každé straně dvě okna.
Na jižní straně presbytáře se nachází sedilie se třemi lomenými oblouky s kružbou ve vrcholu a ukončenými na konzoly. Celý interiér presbytáře je zdobený
Kostelní loď byla přestavěna v barokním slohu, v němž je i zaklenuta. Přechod mezi lodí a presbytářem zajišťuje gotický lomený oblouk. Stěna, v níž se nachází, je zdobena freskami.
Prostor lodi je zaklenutý valenou klenbou s lunetami nad okny. Klenba je sklenuta na vložené pilíře s římsovými hlavicemi. Stěny jsou bílé, bez fresek. Interiér lodi je vybaven převážně předměty z období klasicismu a baroka. 
Věž je v přízemí podklenutá křížovou klenbou. 

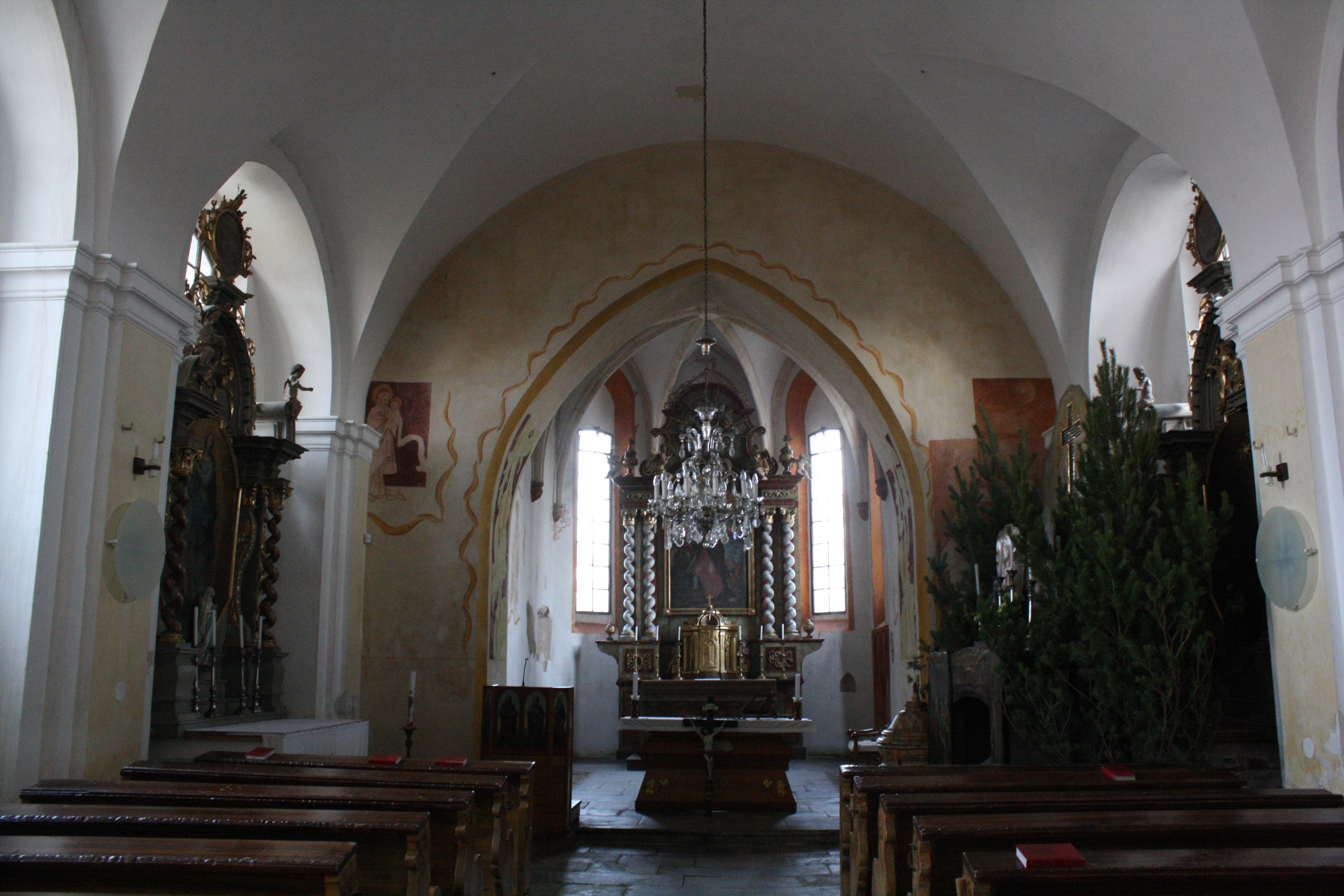
Pohled na oltář

Sakristie je čtyřhranná, zaklenutá valenou křížovou klenbou s půlkruhovými čely.  Má malé okénko s jednoduchou pozdně gotickou kružbou typickou pro přechod gotiky a renesance. 

## Zajímavosti
V kostele Sv. Bartoloměje se nacházela replika Rembrandtova obrazu Poslední večeře od jihočeského malíře Jana Kojana z Kojákovic, který je pohřbený na místním hřbitově. 
K Mladošovicím a samotnému kostelu se vztahuje několik pověstí. Podle jedné z nich měl být kostel původně postaven na vrchu Dříčov mezi obcemi Mladošovice a Kojákovice. Všechen materiál pro výstavbu byl už na určeném místě, když se najednou přes noc přenesl na místo, kde kostel stojí dnes. Vesničané tedy usoudili, že se jedná o boží vůli a kostel vystavěli v Mladošovicích. 

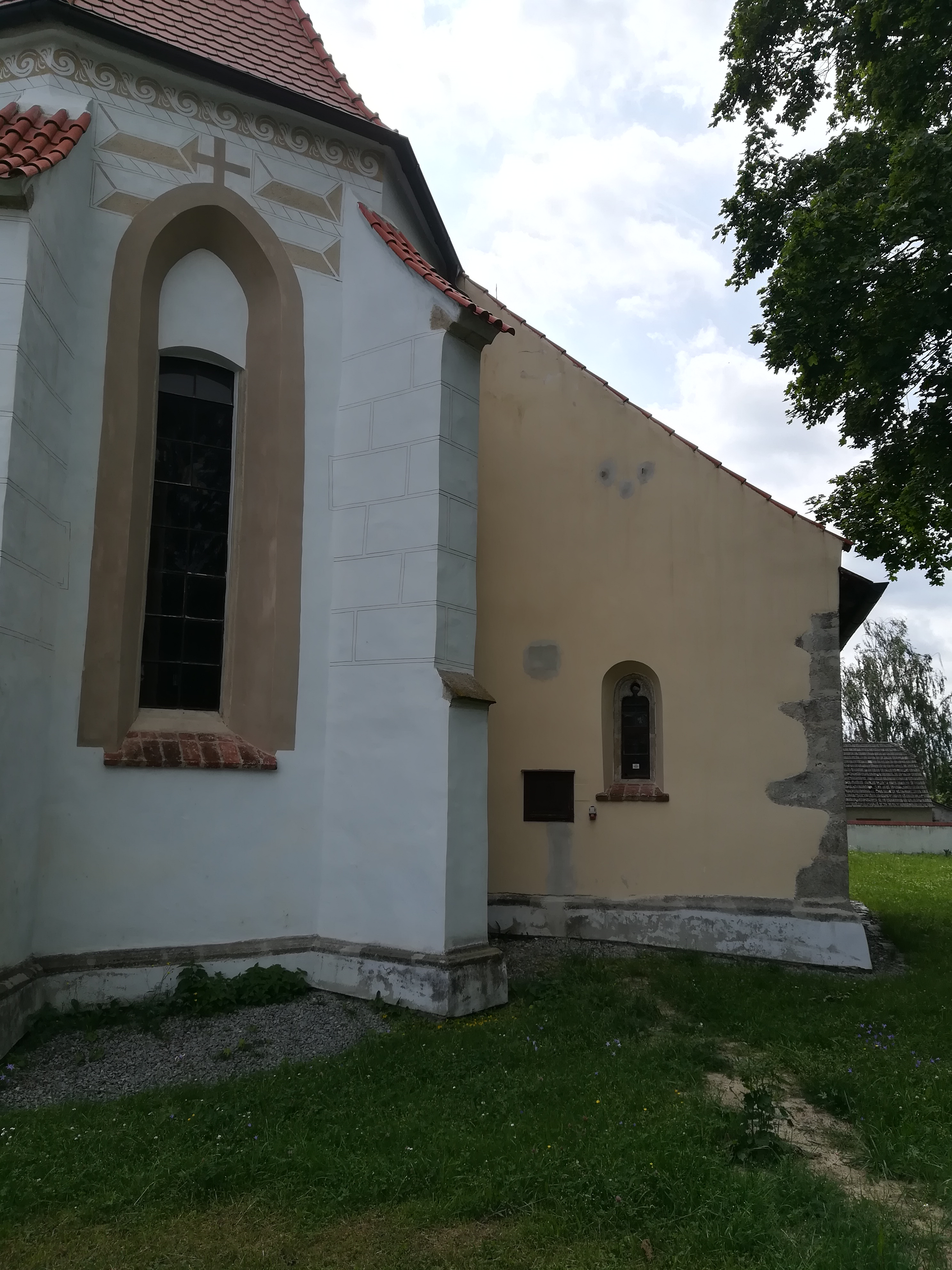
Pohled na sakristii

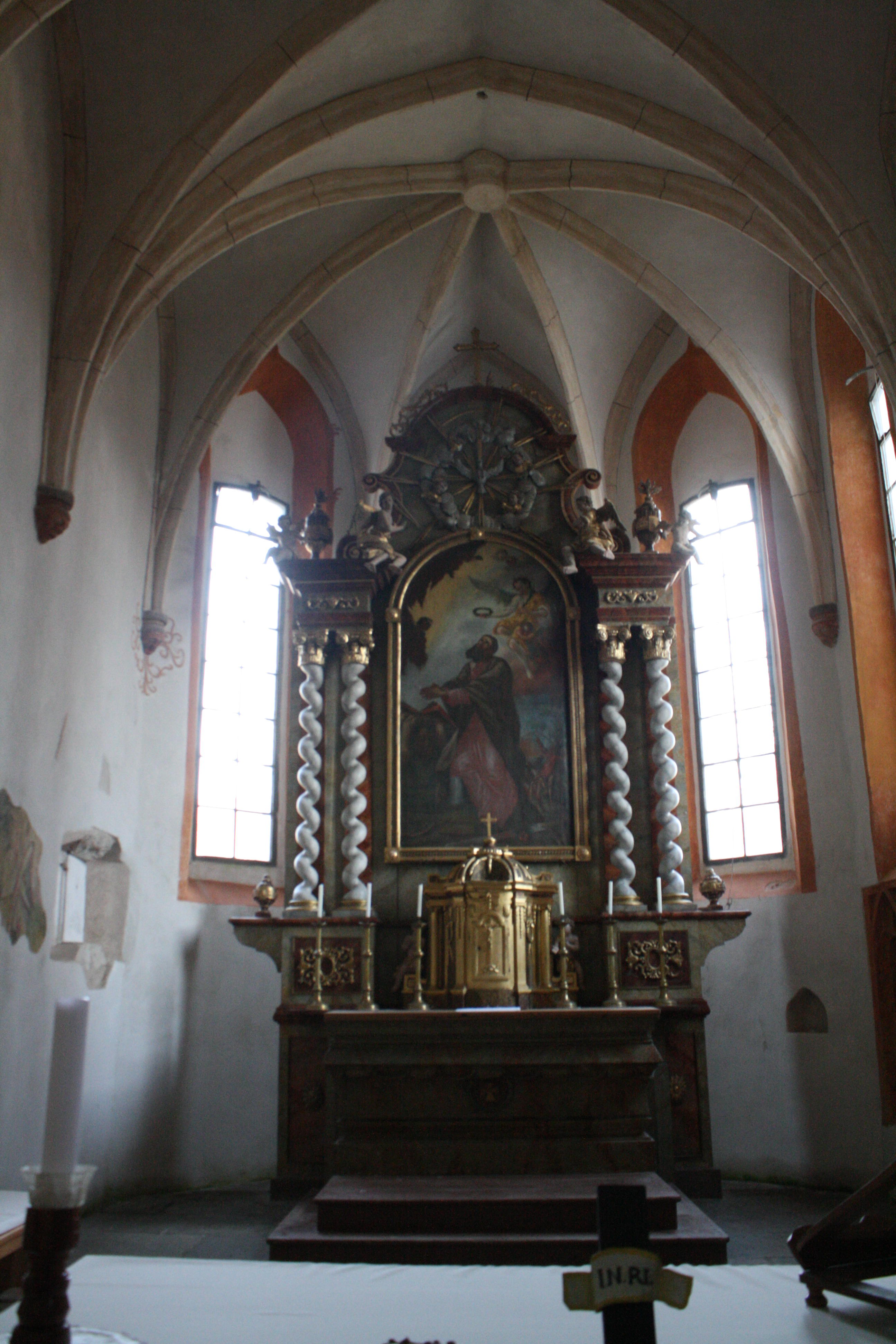
oltář

Další z pověstí vypráví o biskupovi, který když měl přespat na faře, zde shledal takovou spoušť, že se raději celou noc procházel po vsi. 